# Пелас, Линдси
Линдси Николь Пелас (англ. Lindsey Nicole Pelas; род. 19 мая 1991, Батон-Руж) — американская модель, актриса и инфлюэнсер.

## Ранние годы
Линдси Николь Пелас родилась 19 мая 1991 года в Батон-Руж, Луизиана. Она одна из девяти братьев и сестер, училась в Университете штата Луизиана, получив степень бакалавра по истории.

## Карьера
Пелас переехала в Лос-Анджелес, чтобы начать карьеру модели. Она работала с несколькими брендами, такими как Bang Energy и Fashion Nova, а также появлялась в таких изданиях, как Maxim, Playboy, Esquire, GQ, Sports Illustrated, Glamour и других. Пелас хорошо известна своим присутствием в социальных сетях, таких как Facebook, Instagram, Twitter и Snapchat, где она собрала миллионы подписчиков. Пелас была названа «Кибер-девушка месяца Playboy» в мае 2014 года.
Пелас дебютировала в кино в боевике «Спасение» (2015). В 2018 году Пелас сыграла роль в четвёртом сезоне веб-сериала «Залив», а также запустила свой подкаст «Eyes Up Here», еженедельный подкаст со знаменитыми гостями, который появился в топ-200 чартов iTunes. В 2022 году Пелас появилась в триллере «Один ночью», а затем в фильме ужасов «Проклятие мотеля клоунов» (2023), за которым последовала роль в сериале «Бумажная империя» (2024).

## Фильмография

### Фильмы
| Год  | Название                  | Роль                 | Примечание    |
| ---- | ------------------------- | -------------------- | ------------- |
| 2015 | Спасение                  | Стефани              |               |
| 2022 | Один ночью                | играет саму себя     |               |
| 2023 | «Проклятие мотеля клоунов | официантка коктейлей |               |
| TBA  | Голливудское ограбление   |                      | Пост-продакшн |
| TBA  | Проблема с Билли          | Катрина              | Пост-продакшн |

### Телевидение
| Год  | Название         | Роль   | Примечание         |
| ---- | ---------------- | ------ | ------------------ |
| 2018 | Залив            | Бьянка | 4 сезон; 2 эпизода |
| 2024 | Бумажная империя | Винус  | 1 сезон; 3 эпизода |

### Видеоклипы
| Year | Title           | Artist       |
| ---- | --------------- | ------------ |
| 2015 | «Thunda Thighs» | Fitty Smallz |
| 2017 | «Xxpensive»     | Эрика Джейн  |